# Королівство Таїті
Королівство Таїті ( таїт. Basileia no Tahiti, фр. Royaume de Tahiti) — тубільна монархічна держава в Океанії з центром на острові Таїті. Була заснована в 1788 році таїтянським верховним вождем Помаре I, за підтримки британських місіонерів і торговців, в результаті об'єднання островів Таїті, Муреа , Тетіароа та Мехетіа. На піку свого розвитку королівство охоплювало територію всіх Навітряних островів, частину островів Товариства в центральній Полінезії, поширювало вплив на інші острови Полінезії, зокрема на Тубуаї та Туамоту.
Поряд з Бора-Бора, Раіатеа, Гуахіне, Гаваями, Тонга, Ніуе-Фекаї, Самоа і Раротонга, в XIX століття Таїті являло собою одну з небагатьох незалежних полінезійських держав, які зуміли уникнути на деякий час колонізації з боку великих держав. Правляча династія на Таїті — Помаре — була представлена п'ятьма монархами: чотирма королями та однією королевою.
У 1842 році, в період правління королеви Помаре IV, Франція встановила протекторат над Таїті, а в 1880 — анексувала і включила до свого складу в якості колонії.

## Історія
Друга половина XVIII століття була відзначена загостренням міжусобної боротьби родоплемених об'єднань острова Таїті та прилеглих островів. До кінця 1787 року, після декількох років суперництва, більшість таїтянських вождів виступили проти одного з правителів області Тефа — Тоухе (Ту), який на той час взяв ім'я Помаре.
Заручившись допомогою команди англійського корабля Баунті, який прибув на острів за саджанцями хлібного дерева, в 1788 році Помаре проголосив себе королем Таїті — Помаре I, а в 1790 році — остаточно розбив своїх супротивників, в першу чергу, вождя Еймео Махіне і його союзників. Одним з вирішальних результатів війни, було захоплення «мароруа» — пояса, прикрашеного червоним пір'ям — символу королівської влади на Таїті. За наказом Помаре цей пояс був продемонстрований жителям кожного села вздовж узбережжя острова.
В 1791 році Помари I, за усталеною ще в період вождівства традиції, формально зрікся престолу на користь свого сина Помаре II, проте фактично він залишався повновладним правителем Королівства Таїті до своєї смерті в 1803 році. У цей період, в 1797 році, Помаре-старший завершив об'єднання основної частини Таїті, підпорядкувавши своїй владі майже всі області Таїті Нуї та Таїті Іті, а також сусідні дрібні острови Еймео, Мотеа, Тетуароа. У той час, як офіційна резиденція Помари II перебувала на Таїті, його батько жив на острові Еймео, який перетворився — нарівні з районом Паре — в свого роду домен сім'ї Помаре.

## Правителі Таїті
| Портрет                                             | Ім'я          | Роки життя    | Початок правління | Кінець правління | Примітка |
| --------------------------------------------------- | ------------- | ------------- | ----------------- | ---------------- | --- |
|                                                     | Помаре I      | 1743–1803     | 1788              | 3 вересня 1803   | Перший правитель з 1788 року. З 1791 року і до своєї смерті — регент свого сина Помаре II                                                        |
|                                                     | Помаре II     | 1774–1821     | 3 вересня 1803    | 22 грудня 1808   | Син Помаре I. З народження (1774) і по 1808 рік був засланий як арік, на острові Муреа                                                           |
| Вакантне місце (22 грудня 1808 — 15 листопада 1815) |               |               |                   |                  | |
|                                                     | Помаре II     | 1774–1821     | 15 листопада 1815 | 7 грудня 1821    | Друге, відновлене правління, після битви при Те-Фе-Пі                                                                                            |
|                                                     | Помаре III    | 1820–1827     | 7 грудня 1821     | 8 січня 1827     | Син Помаре II |
| Рада регентів                                       | Рада регентів | Рада регентів | 7 грудня 1821     | 8 січня 1827     | Регенти для Помаре III (за заповітом Помаре II): Королева Тері'іто'отерай Тере-мое-мое Королева Тері'ітаріа Арі'іпеа П'ять головних вождів Таїті |
|                                                     | Помаре IV     | 1813–1877     | 11 січня 1827     | 17 вересня 1877  | Жінка; Дочка Помаре II. Найдовше правила Таїті. Правила під французьким протекторатом з 9 вересня 1842 року                                      |
|                                                     | Помаре V      | 1839–1891     | 17 вересня 1877   | 30 грудня 1880   | Син Помаре IV. Останній король Таїті. Франція анексувала Королівство Таїті 29 червня 1880 року                                                   |

## Прапори королівства Таїті

1822—1829
1829—1842
1842—1843
1843—1880